# Heeresgruppe Oberrhein
Der Oberbefehlshaber Oberrhein/Heeresgruppe Oberrhein war ein Großverband des Heeres der Wehrmacht während des Zweiten Weltkrieges. Sie bestand in dieser Form nur vom 2. Dezember 1944 bis zum 29. Januar 1945.

## Geschichte
Nach der Landung der Alliierten in Südfrankreich (Operation Dragoon) im August 1944 hatte die amerikanisch-französische 6th Army Group die deutsche Heeresgruppe G zunächst bis in die Vogesen zurückgedrängt. Im November wurde die deutsche 19. Armee durch gleichzeitige Angriffe der 1. französischen Armee im Süden und der 7. US-Armee im Norden umgangen und verteidigte seitdem den Brückenkopf Elsass, während die Alliierten den Oberrhein bei Mülhausen und Straßburg erreicht hatten. Hitler, der seinen Generälen misstraute, ernannte am 2. Dezember 1944 den Reichsführer SS und Befehlshaber des Ersatzheeres Heinrich Himmler zum Oberbefehlshaber Oberrhein und gliederte die 19. Armee aus der Kommandostruktur des Oberbefehlshabers West aus, um sie Himmler zu unterstellen. Himmlers Aufgabe war es, jeden weiteren Gebietsverlust in diesem Gebiet zu verhindern. Damit war er jedoch überfordert, da ihm jede Erfahrung in der Führung militärischer Verbände fehlte.
Ein Versuch, im Rahmen des am 31. Dezember begonnenen Unternehmens Nordwind Straßburg zurückzuerobern, schlug Mitte Januar ebenso wie das gesamte Unternehmen fehl. Nachdem sich im Zuge der sowjetischen Weichsel-Oder-Operation an der Ostfront seit dem 12. Januar 1945 eine existenzbedrohende Krise entwickelt hatte, wurde Himmler von Hitler mit der Aufstellung der Heeresgruppe Weichsel beauftragt, wozu Himmlers bisheriger Stab nach Polen verlegt wurde. Himmlers Posten nahm am 23. Januar SS-Oberst-Gruppenführer Paul Hausser ein, nachdem die Kommandostelle am 22. Januar in Heeresgruppe Oberrhein umbenannt worden war. Bereits am 25. Januar wurde Hausser jedoch zum neuen Oberbefehlshaber der Heeresgruppe G ernannt und die Heeresgruppe Oberrhein bis zum 29. Januar aufgelöst. Der Stab des OB Oberrhein wurde zur Neuaufstellung der 11. Armee verwendet.

## Oberbefehlshaber
- 2. Dezember 1944 – 21. Januar 1945 Reichsführer SS Heinrich Himmler[1]
- 23. Januar 1945 – 29. Januar 1945 SS-Oberst-Gruppenführer Paul Hausser

## Gliederung der Heeresgruppe
Beim Bundesarchiv nur unzureichend dokumentiert, erhalten geblieben sind nur Anhänge zum Kriegstagebuch vom Oberquartiermeister und einige schriftliche Befehle des Oberbefehlshabers.